# Flávia Alessandra
Flávia Alessandra Martins da Costa, née le 7 juin 1974 à Arraial do Cabo, est une actrice de télévision et de cinéma brésilienne.
Elle est aussi mannequin.

## Filmographie

### Télévision
- 1989 : Top Model : Tânia
- 1990 : Mico Preto : Francisca
- 1993 : Sonho Meu : Inês
- 1994 : Pátria Minha : Cláudia
- 1995 : Une histoire d'amour : Soninha
- 1997 : A Indomada : Dorothy Williams Mackenzie
- 1998 : Meu Bem Querer : Lívia Maciel
- 2000 : Aquarela do Brasil : Beatriz
- 2001 : Porto dos Milagres : Lívia Proença de Assunção
- 2002 : O Beijo do Vampiro : Lívia / Princesa Cecília
- 2004 : Da Cor do Pecado : Lena
- 2005 : Alma Gêmea : Cristina Saboya
- 2006 : Pé na Jaca : Vanessa Fortuna
- 2006 : Os Amadores : Camila
- 2007 : Duas Caras : Alzira Melgaço Correia
- 2008 : Casos e Acasos (épisode O Teste, o Gato e o Rejeitado) : Gilda
- 2008 : Nada Fofa : Solange da Conceição
- 2009 : Caras & Bocas : Dafne Bastos Conti
- 2010 : Ti Ti Ti
- 2011 : Morde & Assopra : Naomi Gusmão/Naomi robô
- 2012 : Salve Jorge : Érica
- 2013 : Além do Horizonte : Heloísa Barcelos

### Cinéma
- 2003 : Por um Fio
- 2006 : No Meio da Rua, Márcia
- 2006 : Selvagem, Bridget
- 2007 : O Homem que Desafiou o Diabo
- 2010 : De Pernas pro Ar, Daniele
- 2011 : Não Se Preocupe, Nada Vai Dar Certo, Flora
- 2013 : Nelson Ninguém